# Timo Soini

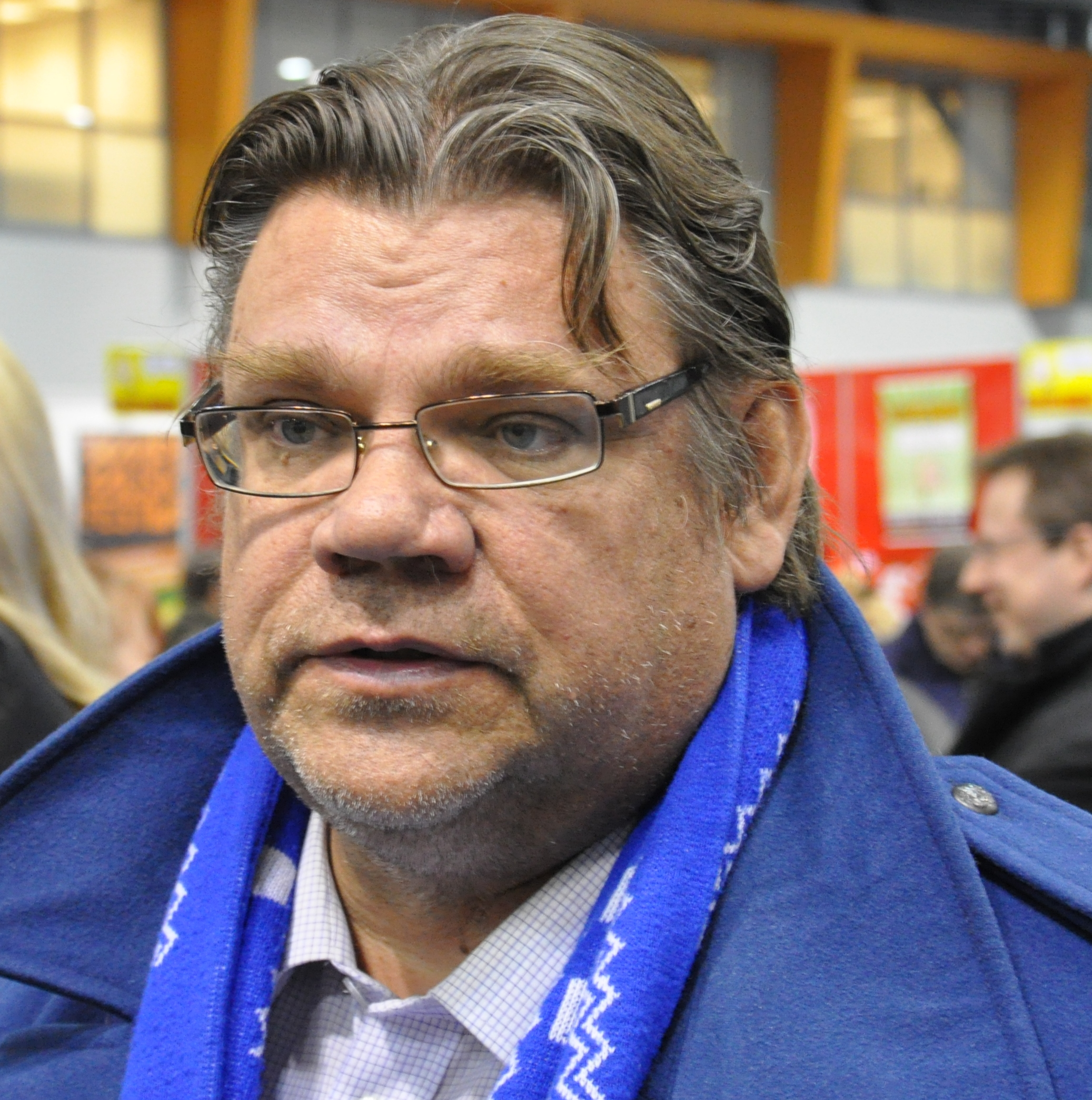
Timo Soini

Timo Soini (n. 30 mai 1962) este un politician finlandez de extremă dreapta. Timo Soini este membru în Parlamentul finlandez în urma alegerilor din 2011. 